# Светломер
Светломерът е уред във фотографията за измерване на количеството светлина. Използва се при определяне на експозицията на определена снимка като повишава точността на измерване и улеснява нейния анализ. Светломерът се използва предимно от професионални фотографи. Той включва компютър, аналогов или цифров, с който се определя скоростта и относителната апертура.
Освен във фотографията, светломерите се използват в кинематографията и сценичния декор за определяне на оптималното количество светлина.